# 仙台づけ丼
仙台づけ丼（せんだいづけどん）は、宮城県仙台市で販売されているご当地グルメの丼料理である。

## 概要
東北大学大学院工学研究科教授の堀切川一男の考案をコンセプトにして、仙台寿司業組合が仙台観光コンベンション協会と仙台市産業振興事業団の協力のもと牛タンに続く新しいご当地グルメとして2009年に商品化したづけ丼で、東日本大震災後の復興を後押しすべく提供店が増えたとされる。
提供店に下記を義務付けている。
- 地場産の魚を使う
- 宮城県産米のすし飯を使う
- 料金を明示する
- 各店独自性を出す
- 『づけ丼』を真の仙台名物となる様に日々精進する

## 参考
- 仙台づけ丼 公式サイト - Internet Archive